# فيكتور غارسيا (لاعب كرة قدم)
فيكتور غارسيا (بالإسبانية: Víctor Vladimir García) (15 يونيو 1995 بأوسولوتان في السلفادور - ) هو لاعب كرة قدم سلفادوري في مركز الوسط. لعب مع نادي أكويلا.

## وصلات خارجية
- فيكتور غارسيا على موقع قاعدة بيانات كرة القدم.إي يو (الإنجليزية)
- فيكتور غارسيا على موقع ناشيونال فوتبول تيمز (الإنجليزية)
- فيكتور غارسيا على موقع Soccerway.com (الإنجليزية)